# شورش (فیلم ۱۳۵۲)
شورش فیلمی به کارگردانی و نویسندگی رضا میرلوحی و با حضور بازیگرانی چون ناصر ملک مطیعی و همایون و مرتضی عقیلی در سال ۱۳۵۲ در سینماهای کشور به نمایش درآمد.

## داستان فیلم
مردی مورد اعتماد و احترام مردم است و گروهی که این اعتماد مردم را بر او نمی‌پسندند و این اطمینان مخالف منافعشان است، می‌کوشند با توطئه او را ساقط کنند. با حیله و صحنه سازی، مرد را نسبت به همسرش و نزدیکترین دوستش بدگمان می‌کنند. مرد، بر اثر همین توطئه، همسرش را می‌کشد و با دوستش درگیر می‌شود اما پس از برخوردهایی با توطئه چینان، به واقعیت پی می‌برد. آنگاه آنقدر زنده می‌ماند تا انتقامش را از آنان بگیرد.

## نقد و بررسی
شورش، سومین فیلم رضا میرلوحی و دومین فیلمنامه‌ای بود که بر اساس یک اثر شناخته شده ادبی نوشت. فیلم برداشتی است از اتلوی ویلیام شکسپیر است که گره‌های دراماتیک و کش و قوس‌های عاطفی آن، بر توطئه و سوءظن بنا شده‌است اما درونمایه اتلو، در قالب شورش جا نمی‌افتد و فیلم شکست می‌خورد؛ هم از جهت کیفی و هم از جهت فروش.
میرلوحی خود در مصابحه‌ای گفته‌است، «من می‌اندیشیدم جماعتی که همپای من در تپلی گام برداشته‌اند، قدمی بلندتر اگر بردارم، مرا همراهی خواهند کرد. که چنین نشد. حالا که فکر می‌کنم، می‌بینم تم شورش از بنیاد گنگ بود. بی آنکه تعمدی در کار باشد، نامفهوم بود و این کاملاً غریزی بود. شاید اشتباه از اینجا سرچشمه گرفت که نمی‌بایست با تماشاگری که لقمه را جویده می‌خواهد، اینطور نامفهوم روبرو می‌شدم».
البته بیش از آنکه گناه از تماشاگری باشد که لقمه را جویده می‌خواهد، علت را باید در گنگ و نامفهوم بودن دانست که خود میرلوحی به آن اشاره کرده‌است و تماشاگری که لقمه نجویده هم می‌خواهد، نمی‌تواند آنها را هضم کند.
در شورش جابه‌جا، کوشش‌های میرلوحی برای القای مفاهیم از طریق نوآوری در فرم و بکارگیری سمبل‌ها و استعاره‌ها به چشم می‌خورد، اما کلیت فیلم، توفیق در حد انتظار را به دست نمی‌آورد.

## حاشیه‌ها
میرلوحی پس از شکست تجارتی شورش برای جبران این شکست، در سینمای مبتذل تجارتی غرق شد و حاصل کارش، فیلم‌های موفقی همچون خاتون، آقای جاهل و پاک‌باخته بود. میرلوحی می‌گوید، «اشتباه من این بود که خواستم مثل کنه به این سینما بچسبم».